# جغرافيا الكونغو الديمقراطية

الحدود الدولية البرية للجمهورية الكونغو الديمقراطية

تقع جمهورية الكونغو الديمقراطية في وسط أفريقيا إذ تعدّ مساحتها مساحة شائعة في وسط القارة حيث تتجاوز سكانها المئة مليون نسمة ومناخها إستوائياً حيث يجري في أراضيها إحدى أكبر الأنهار في أفريقيا «نهر الكونغو» وتتميز أراضيها بكثرة السهول وقلة الجبال ولديها شريط ساحلي قصير جدا حيث تنفتح على المحيط الأطلسي.

## المساحة
تعدّ مساحتها شائعة في قارة أفريقيا بحيث تبلغ مساحتها 2,345,410كم2,
- مساحتها الكلية:- 2,345,410.
- مساحتها البرية «اليابس»:- 2,267,600.
- مساحة المياه:- 77,810كم2.

## الحدود

### الحدود البرية
يبلغ طول الحدود البرية لجمهورية أجمالي (10,730).
حيث تتوزع إلى:-
- مع  أنغولا :- 2,511كم (255 مع مقاطعة كابيندا)
- مع  جمهوية الكونغو:- 2,410كم.
- مع  زامبيا :-1,930كم.
- مع  جمهورية إفريقيا الوسطى :- 1,577كم.
- مع  أوغندا :-765كم.
- مع  جنوب السودان :-628كم.
- مع  تنزانيا :- 459كم.
- مع  بوروندي :- 233كم.
- مع  رواندا :- 217كم.

### الحدود البحرية
- المياه الأقليمية:- 12ميلاً بحرياً.

### مستوى الأعمار

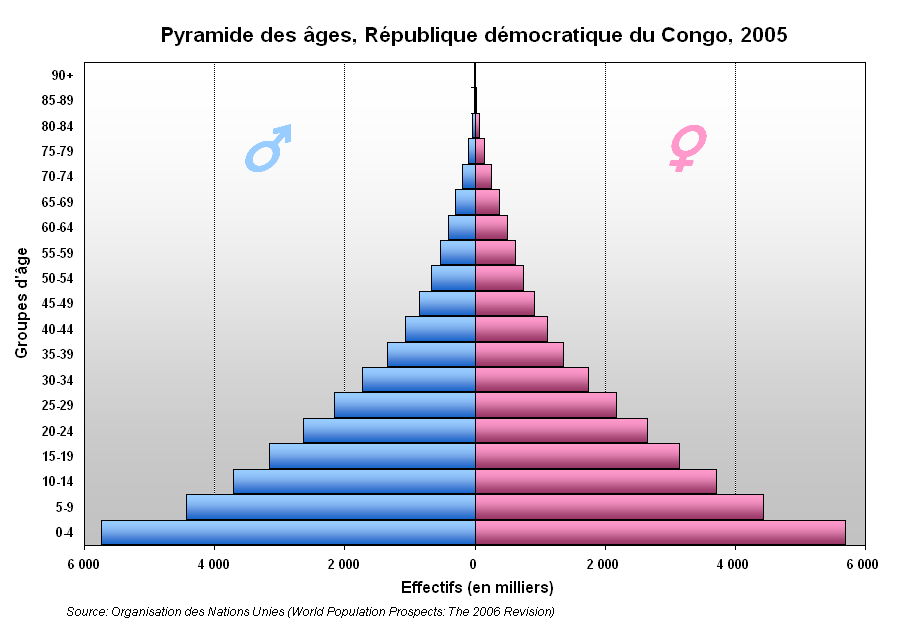
الأزرق يمثل الذكور والأحمر يمثل الأناث